# Музей тайского парламента
Музей тайского парламента  — музей истории тайского парламента. Находился в здании парламента Таиланда в Бангкоке. Музей посвящен политической истории Таиланда после перехода к конституционной монархии в 1932 году. В музее работали выставки, рассказывающие о жизни короля  Рамы VII, об истории Сиамской революции 1932 года, в ходе которой в стране произошел переход от абсолютной монархии к конституционной монархии, представлены копии Конституции Таиланда .

## История
Музей был создан и впервые открыт для публики в 1974 году. В здании музея работает научно-исследовательский центр (ศูนย์บริการเอกสารและค้นคว้า), секретариат Палаты представителей, библиотека тайского парламента.
В 1976 году предполагалось перенести музей в тронный зал Тронный зал Ананда-Самакхома, бывшее здание парламента, но этому помешала продолжающаяся там долгое время реконструкция.
В 1978 году музей был переведен в здание "В" (ตึกบี) дома Парламента.
В 1980 году перед парламентским корпусом 1 (อาคารรัฐสภา 1) дома парламента была возведена статуя Короля Прачадипок (Рама VII), а за ней был открыт музей Короля Праджадрика, в котором представлены личные вещи Короля.
В 1984 году Укррет Монгколанавин, тогдашний Председатель Национального собрания Таиланда предложил перенести Музей Парламента в Тронный зал Ананты Самахома. После проведения ремонта в тронном зале музей находился там с 10 декабря 1984 года, после чего был вновь перенесен в Дом парламента, где находился в том же помещении, что и музей короля Праджадрика.
В новое здание на Лан Луанг, расположенное недалеко от моста Пхань Фа, музей Короля Праджадрика переехал в 1998 году.
В 2018 году музей был закрыт для посещения. Здание тайского парламента, где располагался музей, снесено, вместо него создан пруд. Запланировано открытие музея в новом здании. В 2022 году музей работает только в онлайн режиме.

## Управление
В настоящее время музей находится в ведении Агентства музеев и архивного отдела (กลุ่มงานพิพิธภัณฑ์และจดหมายเหตุ), Бюро образовательных услуг (สำนักวิชาการ) и Секретариата Палаты представителей.

## Местонахождение
Музей был расположен в зале за статуей короля Прачадипока (Рамы VII) в парламентском корпусе 1 (อาคารรัฐสภา 1), здания парламента Таиланда, Бангкок около зоопарка Дусит.
В музей можно было добраться на маршрутных автобусах № 12, 18, 28, 70, 108, 539, 542 и  515.

## Часы работы и тарифы
Музей был открыт с понедельника по пятницу, с 09:00 по 16:00, за исключением праздничных дней. Вход в музей бесплатный.

## Выставки
В музее организованы выставки, представленные в пяти разделах:.
- Раздел 1.  Показывает жизнь короля Рамы VII.
- Раздел 2. Представляет материалы по истории Сиамской революции 1932 года, в ходе которой в стране произошел переход от абсолютной монархии к конституционной монархии.
- Раздел 3. Представлены копии Конституции Таиланда.
- Раздел 4. Отображает исторические заседания парламента.
- Раздел 5. Рассказывает о сотрудничестве и взаимоотношениях между тайским и иностранными парламентами.

- Копия Конституции 1932 года
- Исторические документы музея
- Исторические бюллетени
- Школьные учебники
- Историко-политический журнал

Выставки в музее
- Конституция Сиама